# 松江市立中央小学校
松江市立中央小学校（まつえしりつ ちゅうおうしょうがっこう）は、島根県松江市大正町にある公立小学校。

## 概要
- 本校は、松江市立白潟小学校と松江市立朝日小学校を統合し、1995年に開校した[1]。

## 沿革
- 1995年（平成7年）4月 - 開校。

## 学校教育目標
- 心ゆたかに たくましく生きぬく 子どもの育成

## 通学区域と進学先中学校
出典　

### 通学区域
- 天神町（全域）
- 白潟本町（全域）
- 灘町（全域）
- 魚町（全域）
- 八軒屋町（全域）
- 和多見町（全域）
- 寺町（全域）
- 横浜町（全域）
- 幸町（全域）
- 袖師町（全域）
- 嫁島町（全域）
- 伊勢宮町（全域）
- 御手船場町（全域）
- 大正町（全域）
- 新雑賀町（全域）
- 東朝日町（全域）
- 朝日町（全域）
- 津田町（全域）
- 西津田1丁目（全域）
- 西津田6丁目（1番・2番・5番～9番・11番の一部）
- 西津田7丁目（1番・2番の一部・11番・12番）
- 西川津町（大橋川西剣先付近）

### 進学先中学校
- 松江市立第三中学校

## 周辺
- 松江市立中央幼稚園 - 同一敷地内で、かつ進学前幼稚園の一つ。
- 天神川 - 校地のすぐ南側を流れる。
- 本願寺山陰教堂
- 社会福祉法人ナザレン愛児会松江ナザレン保育園 - 進学前保育園の一つ。
- 日本年金機構松江年金事務所
- 島根県道21号松江島根線（くにびき道路）
- 松江総合ビジネスカレッジ
- 山陰中央専門大学校
- JR西日本山陰本線松江駅
- イオン松江SC
- 松江市立第三中学校 - 進学先中学校
- そのほか、JR松江駅が近いため、松江ユニバーサルホテルなどの宿泊施設やサンシティ大正町などのマンション・アパートも点在する。

## アクセス
- JR山陰本線松江駅（南口）から、徒歩約335m・約5分。
- 松江市営バス「病院循環線」・「16系統・66系統テクノアークしまね線」・「50系統・63系統 八重垣神社線」、一畑バス「31系統 八雲線（桧山経由）」で、
  - 「界橋」停留所より、学校正門まで、
    - 南行のりばから、徒歩435m・約7分
      - 停留所から学校正門まで、直線距離では約260mほどだが、界橋に横断歩道が設置されておらず、南側の原田医院付近の交差点まで廻る必要があるため、やや遠廻りを強いる。

    - 北行のりばから、徒歩約300m・約5分。

  - 「松江駅南口」停留所より、学校正門まで、
    - 南行のりばから、徒歩約390m・約6分
    - 北行のりばから、徒歩約365m・約6分。
      - なお、学校敷地からバス停留所までは、直線距離で約130m前後だが、正門と停留所との位置関係で、遠回りとなる。

  - なお、松江市営バス「16系統・66系統テクノアークしまね線」と一畑バス「31系統 八雲線（桧山経由）」は運行本数が非常に少ない。